# Primera División de España 1967-68
La temporada 1967/68 de la Primera División de España de fútbol fue la 37ª edición del campeonato. Se disputó entre el 9 de septiembre de 1967 y el 28 de abril de 1968.
El Real Madrid Club de Fútbol revalidó el título conquistado la temporada anterior.

## Sistema de competición
La Primera División 1967/68 mantuvo el formato de temporadas anteriores. Estuvo organizada por la Real Federación Española de Fútbol.
Tomaron parte 16 equipos de toda la geografía española, encuadrados en un grupo único. Siguiendo un sistema de liga, se enfrentaron todos contra todos en dos ocasiones -una en campo propio y otra en campo contrario- durante un total de 26 jornadas. El orden de los encuentros se decidió por sorteo antes de empezar la competición.
La clasificación se estableció a razón del siguiente sistema de puntuación: dos puntos para el equipo vencedor de un partido, un punto para cada contendiente en caso de empate y cero puntos para el perdedor de un partido. 
El equipo que más puntos sumó se proclamó campeón de liga y obtuvo la clasificación para la siguiente edición de la Copa de Europa. Por su parte, el campeón de la Copa del Generalísimo obtuvo la clasificación para la Recopa de Europa de la UEFA.
Los dos últimos clasificados fueron descendidos directamente a la Segunda División de España para la siguiente temporada, siendo reemplazados por los dos campeones de grupo de dicha categoría. Por su parte, los clasificados en 13.ª y 14.ª posición se vieron obligados a disputar una promoción contra los subcampeones de cada grupo de Segunda. Dicha promoción se jugó por eliminación directa a doble partido, siendo los ganadores los que obtuvieron plaza para la siguiente temporada en Primera División.

## Equipos participantes
Esta temporada participaron 16 equipos. El CD Sabadell inauguró esta campaña el estadio de la Nova Creu Alta.
| Equipo                       | Ciudad                   | Estadio               | Aforo  |
| ---------------------------- | ------------------------ | --------------------- | ------ |
| Atlético de Bilbao           | Bilbao                   | San Mamés             | 41.400 |
| Club Atlético de Madrid      | Madrid                   | Manzanares            | 70.000 |
| Club de Fútbol Barcelona     | Barcelona                | Camp Nou              | 90.138 |
| Real Betis Balompié          | Sevilla                  | Benito Villamarín     | 16.060 |
| Córdoba Club de Fútbol       | Córdoba                  | El Arcángel           | 23.800 |
| Elche Club de Fútbol         | Elche                    | Altabix               | 12.000 |
| Real Club Deportivo Español  | Barcelona                | Sarriá                | 37.618 |
| Unión Deportiva Las Palmas   | Las Palmas de G. Canaria | Insular               | 20.000 |
| Club Deportivo Málaga        | Málaga                   | La Rosaleda           | 11.734 |
| Pontevedra Club de Fútbol    | Pontevedra               | Pasarón               | 19.500 |
| Real Madrid Club de Fútbol   | Madrid                   | Santiago Bernabéu     | 90.123 |
| Real Sociedad de Fútbol      | San Sebastián            | Atocha                | 21.650 |
| Centro de Deportes Sabadell  | Sabadell                 | Nova Creu Alta        | 20.000 |
| Sevilla Club de Fútbol       | Sevilla                  | Ramón Sánchez Pizjuán | 46.325 |
| Valencia Club de Fútbol      | Valencia                 | Mestalla              | 53.436 |
| Real Zaragoza Club Deportivo | Zaragoza                 | La Romareda           | 32.416 |

Fuente: Anuario de la RFEF

## Clasificación
| Pos. | Equipo                | Pts. | PJ | G  | E  | P  | GF | GC | Dif. | Clasificación                                |
| ---- | --------------------- | ---- | -- | -- | -- | -- | -- | -- | ---- | -------------------------------------------- |
| 1    | Real Madrid C. F. (C) | 42   | 30 | 16 | 10 | 4  | 55 | 26 | +29  | Clasifica a la Copa de Europa                |
| 2    | C. F. Barcelona       | 39   | 30 | 15 | 9  | 6  | 48 | 29 | +19  | Clasifica a la Recopa de Europa              |
| 3    | U. D. Las Palmas      | 38   | 30 | 17 | 4  | 9  | 56 | 41 | +15  |                                              |
| 4    | Valencia C. F.        | 34   | 30 | 13 | 8  | 9  | 52 | 38 | +14  | Clasifica a la Copa de Ferias                |
| 5    | Real Zaragoza         | 33   | 30 | 13 | 7  | 10 | 43 | 34 | +9   | Clasifica a la Copa de Ferias                |
| 6    | Atlético de Madrid    | 33   | 30 | 12 | 9  | 9  | 38 | 32 | +6   | Clasifica a la Copa de Ferias                |
| 7    | Atlético de Bilbao    | 32   | 30 | 11 | 10 | 9  | 51 | 28 | +23  | Clasifica a la Copa de Ferias                |
| 8    | Pontevedra C. F.      | 31   | 30 | 12 | 7  | 11 | 36 | 41 | −5   |                                              |
| 9    | R. C. D. Español      | 29   | 30 | 12 | 5  | 13 | 48 | 44 | +4   |                                              |
| 10   | C. D. Málaga          | 27   | 30 | 9  | 9  | 12 | 29 | 37 | −8   |                                              |
| 11   | Elche C. F.           | 27   | 30 | 11 | 5  | 14 | 30 | 39 | −9   |                                              |
| 12   | C. D. Sabadell C. F.  | 26   | 30 | 10 | 6  | 14 | 34 | 51 | −17  |                                              |
| 13   | Córdoba C. F.         | 25   | 30 | 11 | 3  | 16 | 35 | 57 | −22  | Promoción de permanencia en Primera División |
| 14   | Real Sociedad         | 24   | 30 | 9  | 6  | 15 | 38 | 43 | −5   | Promoción de permanencia en Primera División |
| 15   | Real Betis (D)        | 20   | 30 | 8  | 4  | 18 | 30 | 58 | −28  | Descenso a Segunda División                  |
| 16   | Sevilla C. F. (D)     | 20   | 30 | 6  | 8  | 16 | 31 | 56 | −25  | Descenso a Segunda División                  |

 Fuente: BDFutbol
Criterios de clasificación: Puntos · Diferencia de goles · Goles a favor · Play-off

### Evolución de la clasificación
| Equipo / Jornada   | 1  | 2  | 3  | 4  | 5  | 6  | 7  | 8  | 9  | 10 | 11 | 12 | 13 | 14 | 15 | 16 | 17 | 18 | 19 | 20 | 21 | 22 | 23 | 24 | 25 | 26 | 27 | 28 | 29 | 30 |
| Equipo / Jornada   |    |    |    |    |    |    |    |    |    |    |    |    |    |    |    |    |    |    |    |    |    |    |    |    |    |    |    |    |    |    |
| ------------------ | -- | -- | -- | -- | -- | -- | -- | -- | -- | -- | -- | -- | -- | -- | -- | -- | -- | -- | -- | -- | -- | -- | -- | -- | -- | -- | -- | -- | -- | -- |
| Real Madrid        | 2  | 1  | 2  | 2  | 2  | 2  | 2  | 2  | 2  | 2  | 2  | 2  | 3  | 2  | 2  | 1  | 1  | 1  | 1  | 1  | 1  | 1  | 1  | 1  | 1  | 1  | 1  | 1  | 1  | 1  |
| CF Barcelona       | 11 | 7  | 10 | 10 | 6  | 3  | 4  | 4  | 3  | 4  | 4  | 3  | 1  | 4  | 4  | 2  | 3  | 3  | 2  | 2  | 3  | 2  | 2  | 2  | 2  | 2  | 2  | 3  | 2  | 2  |
| UD Las Palmas      | 8  | 14 | 7  | 3  | 3  | 4  | 3  | 3  | 4  | 3  | 3  | 4  | 4  | 3  | 3  | 4  | 4  | 4  | 3  | 3  | 2  | 3  | 5  | 3  | 4  | 4  | 3  | 2  | 3  | 3  |
| Valencia CF        | 5  | 11 | 3  | 5  | 9  | 14 | 9  | 9  | 7  | 9  | 7  | 6  | 6  | 7  | 7  | 6  | 6  | 5  | 5  | 5  | 4  | 4  | 3  | 4  | 3  | 3  | 4  | 4  | 4  | 4  |
| Real Zaragoza      | 4  | 6  | 9  | 9  | 7  | 10 | 13 | 10 | 11 | 11 | 12 | 12 | 12 | 11 | 10 | 11 | 10 | 11 | 11 | 9  | 8  | 7  | 7  | 7  | 5  | 6  | 6  | 6  | 7  | 5  |
| Atlético de Madrid | 3  | 2  | 1  | 1  | 1  | 1  | 1  | 1  | 1  | 1  | 1  | 1  | 2  | 1  | 1  | 3  | 2  | 2  | 4  | 4  | 5  | 5  | 4  | 5  | 6  | 5  | 5  | 5  | 5  | 6  |
| Atlético de Bilbao | 1  | 4  | 6  | 7  | 10 | 9  | 7  | 6  | 5  | 5  | 8  | 5  | 5  | 5  | 5  | 5  | 5  | 6  | 6  | 6  | 6  | 6  | 6  | 6  | 7  | 8  | 9  | 8  | 6  | 7  |
| Pontevedra CF      | 13 | 10 | 14 | 13 | 15 | 13 | 8  | 8  | 10 | 8  | 10 | 9  | 8  | 8  | 8  | 7  | 8  | 7  | 7  | 7  | 7  | 8  | 9  | 8  | 8  | 7  | 7  | 9  | 8  | 8  |
| RCD Español        | 7  | 13 | 5  | 6  | 4  | 6  | 5  | 7  | 6  | 6  | 5  | 7  | 7  | 6  | 6  | 8  | 7  | 8  | 10 | 11 | 10 | 9  | 8  | 9  | 9  | 9  | 8  | 7  | 9  | 9  |
| CD Málaga          | 10 | 9  | 11 | 11 | 12 | 12 | 15 | 13 | 14 | 15 | 14 | 13 | 14 | 12 | 13 | 12 | 9  | 9  | 8  | 8  | 9  | 10 | 11 | 10 | 10 | 10 | 11 | 10 | 12 | 10 |
| Elche CF           | 9  | 3  | 8  | 4  | 8  | 7  | 11 | 14 | 15 | 14 | 15 | 16 | 15 | 16 | 16 | 14 | 14 | 14 | 14 | 14 | 12 | 11 | 10 | 11 | 11 | 11 | 10 | 11 | 10 | 11 |
| CD Sabadell        | 15 | 8  | 4  | 8  | 5  | 5  | 6  | 5  | 8  | 7  | 6  | 8  | 9  | 9  | 11 | 9  | 11 | 10 | 9  | 10 | 11 | 12 | 12 | 12 | 12 | 13 | 12 | 13 | 11 | 12 |
| Córdoba CF         | 16 | 16 | 16 | 16 | 16 | 16 | 10 | 12 | 9  | 13 | 13 | 14 | 13 | 13 | 12 | 13 | 13 | 12 | 13 | 12 | 13 | 13 | 14 | 14 | 14 | 14 | 14 | 14 | 14 | 13 |
| Real Sociedad      | 6  | 12 | 12 | 12 | 13 | 8  | 12 | 11 | 12 | 10 | 11 | 10 | 10 | 10 | 9  | 10 | 12 | 13 | 12 | 13 | 14 | 14 | 13 | 13 | 13 | 12 | 13 | 12 | 13 | 14 |
| Real Betis         | 12 | 5  | 13 | 14 | 11 | 15 | 16 | 16 | 13 | 12 | 9  | 11 | 11 | 15 | 15 | 16 | 16 | 16 | 15 | 15 | 15 | 15 | 15 | 15 | 15 | 15 | 15 | 15 | 15 | 15 |
| Sevilla CF         | 14 | 15 | 15 | 15 | 14 | 11 | 14 | 15 | 16 | 16 | 16 | 15 | 16 | 14 | 14 | 15 | 15 | 15 | 16 | 16 | 16 | 16 | 16 | 16 | 16 | 16 | 16 | 16 | 16 | 16 |

### Promoción de permanencia
- Disputado a doble partido:

| Equipo 1   | Global | Equipo 2      | Ida | Vuelta | Desempate |
| ---------- | ------ | ------------- | --- | ------ | --------- |
| Valladolid | 0-1    | Real Sociedad | 0-1 | 0-0    | -         |
| Equipo 1   | Global | Equipo 2      | Ida | Vuelta | Desempate |
| Córdoba CF | 6-1    | Calvo Sotelo  | 3-0 | 3-1    | -         |

## Resultados
| Local \ Visitante   | ATH | ATM | BAR | BET | COR | ELC | ESP | LAS | MAL | PON | RMA | RSO | SAB | SEV | VAL | ZAR |
| ------------------- | --- | --- | --- | --- | --- | --- | --- | --- | --- | --- | --- | --- | --- | --- | --- | --- |
| Atlético de Bilbao  | —   | 6–1 | 0–0 | 8–0 | 3–0 | 3–0 | 1–2 | 0–1 | 4–0 | 1–1 | 1–2 | 1–1 | 1–1 | 2–0 | 1–0 | 2–0 |
| Atlético de Madrid  | 2–0 | —   | 0–1 | 0–0 | 5–0 | 2–1 | 0–0 | 1–2 | 4–2 | 3–0 | 1–1 | 2–1 | 2–0 | 3–3 | 0–0 | 0–1 |
| C. F. Barcelona     | 1–0 | 1–1 | —   | 2–1 | 3–2 | 4–2 | 1–0 | 2–0 | 1–0 | 4–0 | 1–1 | 0–0 | 3–1 | 3–0 | 1–1 | 4–0 |
| Real Betis          | 0–3 | 0–2 | 4–3 | —   | 1–0 | 1–0 | 1–4 | 4–2 | 2–0 | 0–1 | 1–2 | 4–1 | 2–3 | 0–0 | 0–2 | 2–1 |
| Córdoba C. F.       | 2–1 | 0–1 | 0–1 | 3–0 | —   | 3–0 | 1–0 | 2–1 | 2–3 | 3–1 | 3–3 | 2–0 | 2–1 | 1–1 | 1–1 | 1–0 |
| Elche C. F.         | 1–0 | 1–0 | 0–2 | 1–0 | 3–0 | —   | 1–0 | 2–0 | 1–0 | 0–0 | 0–0 | 5–0 | 1–1 | 4–2 | 1–0 | 0–1 |
| R. C. D. Español    | 1–1 | 0–1 | 1–0 | 4–0 | 1–2 | 1–1 | —   | 3–2 | 4–1 | 4–1 | 0–4 | 2–0 | 3–1 | 4–0 | 4–5 | 1–1 |
| U. D. Las Palmas    | 1–0 | 4–1 | 4–1 | 3–1 | 4–1 | 3–1 | 2–0 | —   | 1–1 | 5–0 | 2–2 | 2–1 | 1–0 | 4–1 | 2–1 | 2–1 |
| C. D. Málaga        | 2–2 | 0–1 | 1–1 | 0–0 | 0–1 | 2–0 | 1–0 | 2–0 | —   | 3–1 | 1–0 | 2–0 | 1–3 | 0–0 | 0–0 | 2–2 |
| Pontevedra C. F.    | 1–1 | 1–1 | 1–0 | 1–1 | 3–1 | 1–0 | 3–0 | 3–0 | 1–0 | —   | 3–0 | 2–0 | 0–0 | 4–1 | 1–0 | 1–0 |
| Real Madrid C. F.   | 0–0 | 0–0 | 1–1 | 3–0 | 4–0 | 2–0 | 2–2 | 2–1 | 3–0 | 1–0 | —   | 9–1 | 2–0 | 1–0 | 0–2 | 3–2 |
| Real Sociedad       | 1–1 | 2–0 | 1–1 | 1–0 | 5–1 | 5–0 | 0–1 | 0–1 | 0–0 | 1–0 | 0–1 | —   | 6–0 | 5–1 | 2–0 | 2–0 |
| C. D. Sabadell      | 1–2 | 1–0 | 1–1 | 3–1 | 2–1 | 1–2 | 2–1 | 2–2 | 1–2 | 1–0 | 2–4 | 1–0 | —   | 2–2 | 2–0 | 1–0 |
| Sevilla C. F.       | 2–3 | 0–2 | 2–1 | 2–3 | 1–0 | 1–0 | 3–0 | 0–1 | 0–2 | 2–2 | 0–2 | 0–0 | 1–0 | —   | 2–0 | 1–2 |
| Valencia C. F.      | 3–3 | 3–1 | 1–2 | 2–1 | 5–0 | 1–1 | 2–3 | 2–2 | 2–1 | 6–2 | 2–0 | 3–2 | 1–0 | 4–2 | —   | 3–1 |
| Real Zaragoza C. D. | 1–0 | 1–1 | 3–2 | 1–0 | 3–0 | 3–1 | 4–2 | 4–1 | 0–0 | 2–1 | 0–0 | 1–0 | 7–0 | 1–1 | 0–0 | —   |

## Máximos goleadores (Trofeo Pichichi)
Fidel Uriarte logró el Trofeo Pichichi al máximo goleador del campeonato.
| Pos. | Jugador                          | Equipo             | Goles |
| ---- | -------------------------------- | ------------------ | ----- |
| 1º   | Fidel Uriarte                    | Atlético de Bilbao | 22    |
| 2º   | Luis Aragonés                    | Atlético de Madrid | 16    |
| 3º   | Julián Rodríguez Roldán          | Pontevedra CF      | 13    |
| 4º   | José Juan Gutiérrez              | UD Las Palmas      | 12    |
|      | Justo Gilberto González Expósito | UD Las Palmas      | 12    |
|      | José Antonio Zaldúa              | CF Barcelona       | 12    |
|      | Fernando Ansola                  | Valencia CF        | 12    |